# Абсолютно тегло (земеделие)
Абсолютно тегло на семената е теглото в грамове на 1000 броя въздушно сухи семена, измерено в грамове. То е важен показател за посевните качества на семената. 
Използва се за уточняване на посевната норма и се определя от БДС 601:1985. Варира според биологичните особености на земеделската култура в сорта, агротехническите и метеорологичните фактори, почвените условия и др.